# Johanna Wolf (Bordellbetreiberin)
Johanna Wolf, geboren als Johanna Rosenstrauss (* 1841 in Pest, Kaisertum Österreich; † nach 1889), war eine österreichische Betreiberin eines Edelbordells in Wien.

## Allgemein
Seit 1865 lebte und arbeitete sie in Wien als Händlerin und Herstellerin von Weißwaren, also Wäsche, betrieb aber vor allem ein sehr vornehmes Bordell. 1887 verlegte sie den Wäschehandel und andere Aktivitäten (ausgenommen das Bordell) in den teuren Wiener Bezirk Wieden, ins Haus einer ihrer Angestellten namens Mizzi Kaspar. 1889 zog sie dort wieder aus. In ihrem Bordell waren sehr viele schöne junge Frauen angestellt, die sich auch in höchster Gesellschaft perfekt zu benehmen wussten und auch oft mehrere Sprachen beherrschten für vornehme ausländische Gäste. Häufige Gäste waren unter anderem der österreichisch-ungarische Kronprinz Rudolf und der preußische Prinz Wilhelm, der spätere Wilhelm II.
Sie war die Witwe eines aus Bayern stammenden Buchbinders.

## Zusammenhang mit Kronprinz Rudolf
Johanna Wolf spielte eine nicht unbedeutende Rolle im Fall Mayerling. Sie spielte den „Nachrichtendienst“ für den Kronprinzen, der politisch machtlos war und erbittert gegen den Ministerpräsidenten Graf Eduard Taaffe ankämpfte. Und wenn Prinz Wilhelm nach Berlin zurückging, schickte sie oft ein paar ihrer Mädchen mit, die den Prinzen aushorchen konnten, um so Nachrichten an Rudolf zu schicken, ihn informierend, was Wilhelm bzw. sein Großvater Wilhelm I. vorhatte.

## Moderne Darstellung
Die Figur der Johanna Wolf wird meistens als „Madame Wolf“ in Filmen und Musicals verwendet. Im Film Kronprinz Rudolfs letzte Liebe wird sie von Michou Friesz gespielt. Im Musical Elisabeth von Michael Kunze und Sylvester Levay hat die Figur der Johanna „Frau“ Wolf sogar ihr eigenes Lied, Nur kein Genieren.